# Снивај, злато моје
„Снивај, злато моје” је хрватски филм из 2005. године. Режирао га је Невен Хитрец а сценарио је написао Хрвоје Хитрец.
Хрвоје Хитрец је написао сценарио по мотивима из романа "Још Хрватска ни´ пропала" Ивана Пахерника.

## Радња
Прича о загребачком предграђу од свршетка Другога светског рата и десетак година посе, о људима који се хумором и песмом спашавају од тескобне свакодневице те времену успркос чувају своје обичаје и начин живота.
Полазећи од породице, дочарана је Трешњевка на начин на који је некада дисала.
У средишту филмског збивања је породица Шкрињар, која живи у оскудици у трешњевачкој приземној кући.
Раних четрдесетих година, у загребачком кварту Трешњевка Други светски рат се готово и не осећа. Родитељи дечака Томице Шкрињара, отац Дарко и мајка Мира, у кући скривају италијанског дезертера, дечакова тета Надица је у вези с немачким војником.
Томиица се игра с девојчицом Јањом. Понекад их омете неки илегалац, и то је све; и тако живећи трешњевачки малишани ни не знају шта је рат.
Ипак, током следећих десетак година, док Томица буде проживљавао прву романсу и прво разочарање, не знајући да је у њега заљубљена романтична Тонка, Трешњевка ће се увелико променити, а младићева породица осетити последице очевог учествовања у рату на погрешној страни.

## Улоге
| Глумац             | Улога                      |
| ------------------ | -------------------------- |
| Љубомир Керекес    | Дарко Шкрињар              |
| Иван Гловатски     | Томица                     |
| Инес Бојанић       | Тонка                      |
| Алан Малнар        | Томица                     |
| Франка Кос         | Јања Бартолић              |
| Влатко Дулић       | Деда                       |
| Вишња Бабић        | Мира Шкрињар               |
| Ксенија Маринковић | Тета Надица                |
| Марија Кон         | Неда Глазар                |
| Данко Љуштина      | Деда Ладовиц               |
| Стефанија Аћимац   | Старија жена код рушевина  |
| Инге Апелт         | Жена из кварта             |
| Фране Бабић        | Дечак Пикулас              |
| Ива Бодис          | Девојка која добије у зубе |
| Љиљана Богојевић   | Госпођа Хижак              |
| Ана Марија Бокор   | Госпођа на плацу           |
| Инес Цокарић       | Црвенокоса Вероника        |
| Дражен Цуцек       | Ладовиц 3                  |
| Петар Цвирн        |                            |
| Месуд Дедовић      | Стројовођа                 |
| Елена Длеск        | Томицина супруга           |
| Младен Домас       | Човјек мрзла пива 2        |
| Тена Јеић Гајски   | Јања                       |
| Сара Глоговчан     | Томицина кћер              |
| Озрен Грабарић     | Професор Ласло             |
| Горан Гргић        | Редитељ                    |
| Душко Груборовић   | Шкарић                     |
| Славко Хита        | Сељак                      |
| Бисерка Ипса       | Бацанијева супруга         |
| Матија Јакшековић  | Надичин супруг             |
| Вида Јерман        | Цонцова мама               |
| Ивана Петра Капоња | Девојка                    |
| Славица Кнежевић   | Барбара Скреблин           |
| Ведран Комерички   | Младић 2                   |
| Лука Кончић        | Лојзек Штингл              |
| Иво Криштоф        | Возач камиона              |
| Дражен Кин         | Возач трамваја             |
| Томислав Липљин    | Постолар                   |
| Дамир Лончар       | Господин Фучкар            |
| Јелена Лопатић     | Црвенокоса цура            |

Остале улоге  ▼
| Глумац             | Улога                |
| ------------------ | -------------------- |
| Ђуро Мак           | Сластичар            |
| Жељко Манче        | Конобар              |
| Марко Марковичић   | Нацек                |
| Јоза Маркулин      | Продавац песка       |
| Франо Машковић     | Ногометаш            |
| Стојан Матавуљ     | Карташ 1             |
| Марина Немет       | Слава Штингл         |
| Филип Нола         | Нијемац Ханс         |
| Хрвоје Новак       | Факин 1              |
| Јосип Новосел      | Виолиниста           |
| Миа Оремовић       | Жена у фризерају     |
| Божидар Орешковић  | Бацани               |
| Фанита Павловић    | Госпођа Чимпершак    |
| Виктор Пенезић     | Дечак                |
| Анђелко Петрић     | Поштар               |
| Лука Петрушић      | Младић 1             |
| Дарко Плованић     | Карташ 2             |
| Николај Поповић    | Локалац              |
| Синиша Поповић     | Јанековић            |
| Жарко Поточњак     | Мауровић             |
| Марио Предријевац  | Диверзант            |
| Маринко Прга       | Јура Штингл          |
| Даниел Радечић     | Факин 3              |
| Урса Раукар        | Бланка               |
| Анамариа Сарач     | Тонка (7 год.)       |
| Крунослав Шарић    | Матковић             |
| Жарко Савић        | Ендехазијски жандар  |
| Дражен Сивак       | Болничар             |
| Гроздана Старешина | Сељанка              |
| Иван Штурлић       | Ногометаш (13 год.)  |
| Звонимир Торјанац  | Фрањо Шоштар         |
| Роберт Угрина      | Ладовић 2            |
| Лидија Варгек      | Леа Флегер           |
| Енес Вејзовић      | Талијан Марио        |
| Младен Вујчић      | Факин 2              |
| Снежана Вукмировић | Медицинска сестра    |
| Ивица Задро        | Конобар доушник      |
| Сунчана Зеленика   | Млада жена с Дететом |
| Роналд Злабур      | Ладовић 1            |

## Награде и фестивали
- Пулски филмски фестивал 2005. године – Златне арене за најбољу монтажу, музику, звук, костимографију и маску[4], награда публике Златна врата Пуле[2]
- Међународни филмски фестивал у Москви 2006. године – конкуренција[2][5]
- Интернатионал Филм Целебратион у Печуху 2007. године[2]
- Тибурон Интернатионал Филм Фестивал 2007. године[2]